# 同じ空みつめてるあなたに
『同じ空みつめてるあなたに』（おなじそらみつめてるあなたに）は、Spontania feat.AZUの8枚目、Hi-Timez名義を含めると通算14枚目のシングル。2009年10月21日にFar Eastern Tribe Recordsよりリリースされた。

## 概要
前作より1ヶ月ぶりとなるシングル。AZUをゲストボーカルに迎えたコラボレーションシングル第3弾。表題曲はNTTコミュニケーションズ「MUSICO」CMソングに起用された。。

## チャート成績
- 2009年11月2日付のオリコン週間ランキングで週間31位にランクインした[4]。Spontaniaで5番目に売れたシングル[5]。

## ミュージック・ビデオ
監督はモリ☆カツ。

## 収録曲
1. 同じ空みつめてるあなたに feat. AZU
作詞:Spontania,Jeff Miyahara,AZU/作曲:Spontania,Jeff Miyahara,AZU,Nagacho
2. One Nation
作詞:Spontania/作曲:Spontania,原一博/編曲:原一博
3. 感謝'09 (Spontania☆Hi-Timez) 
作詞作曲:Spontania☆Hi-Timez/編曲:RYLL
4. 同じ空みつめてるあなたに (Inst.)

## 収録作品
| 発売日         | タイトル                                       |
| -------------- | ---------------------------------------------- |
| 2009年11月18日 | 『コラボレーションズ BEST』                    |
| 2009年12月16日 | 『アイのうた3』                                |
| 2010年3月24日  | 『LOVE BEATS produced by Jeff Miyahara Vol.1』 |
| 2010年12月1日  | 『恋のうた WINTER BEST』                       |
| 2011年1月19日  | 『Celebrity presents DESTINY』                 |
| 2011年5月18日  | 『Tears～Sweet Love J-R&B～』                  |
| 2012年10月31日 | AZU『BEST』                                    |